# Боня Григорій Васильович
Григорій Васильович Боня́ (1 квітня 1918, Градизьк — 26 червня 1989, Київ) — український радянський художник; член Спілки радянських художників України. Заслужений художник УРСР з 1978 року.

## Життєпис
Народився 1 квітня 1918 року в містечку Градизьку (нині селище Кременчуцького району Полтавської області, Україна). Впродовж 1936—1939 років навчався в Харківському художньому училищі (майстерня Сергія Бесєдіна). 1939 року розпочав навчання у Київському художньому інституті.
Брав участь у німецько-радянській війні. Нагороджений орденом Вітчизняної війни І ступеня (6 квітня 1985), медаллю «За бойові заслуги» (19 травня 1945).
1950 року закінчив навчання у Київському художньому інституті (викладачі Володимир Костецький, Олексій Шовкуненко, Тетяна Яблонська). Дипломна робота — картина «Трактористи» (керівник Олексій Шовкуненко).
Мешкав у Києві в будинку на вулиці Великій Житомирській № 14, квартра № 21. Помер у Києві 26 червня 1989 року.

## Творчість
Працюв в галузі станкового та монументального живопису. Серед робіт:
живопис
- «Колгоспна підстанці» (1947, Національний музей у Львові);
- серія «Степи України» (1949);
- «Копни» (1957, Дніпровський художній музей);
- «Рідна земля» (1957, Національний музей у Львові);
- триптих «Комсомол» (1958);
- «Мати-земля» (1960; Донецький художній музей);
- «На варті миру» (1961);
- «Переможці» (1963);
- «На сторожі» (1965);
- «Земля Богуслава» (1968);
- «На зорі колективізації» (1969);
- «Степи Запоріжжя» (1970);
- «Славутич» (1970);
- «Хліб» (1971);
- триптих «Леся Українка» (1976);
- «Сивий Єнісей» (1976);
- «Угрюм-ріка» (1976);
- цикл «Красноярський край» (1974—1977);
- «Володимир Ленін у Саянах» (1976);
- серія «Київська Русь» (1980—1981);
- «На будівництві БАМу. Кияни» (1980—1983);
- «Битва за Дніпро» (1987);
- «Зоря. Початок століття» (1987).

за мотивами творів Тараса Шевченка написав картини
- «Зустріч Тараса Шевченка з Миколою Некрасовим і Миколою Добролюбовим на вечорі в актора Олександра Мартинова» (1949, у співаторстві з Володимиром Давидовим та Володимиром Югаєм);
- «Світе ясний» (1961—1963);
- «Легенда про Гамалію» (1963, Запорізький краєзнавчий музей);
- «Мені тринадцятий минало» (1964);
- «За святую правду-волю. Гайдамаки» (1964).

Шевченкіана митця зберігається в Національному музеї Тараса Шевченка у Києві.
автор малюнків (вугілля)
- «Біля причалу» (1950, Національний музей у Львові);
- «Ліс для Каховського будівництва» (1950, Національний музей у Львові).

монументальне мистецтво
- брав участь у створенні картону для вітража при вході до павільйону «Українська РСР» на Виставці доягнень народного господарства у Москві (1954, у співавторстві з Володимиром Давидовим та Степаном Кириченком);
- панно (сграффіто) «Верховина-мати» (1962), «Наука і праця» (1962—1963);
- мозаїчне панно «Наука і космос» в місті Рудному в Казахстані (1964).

Брав участь у республіканських виставках з 1949 року, всесоюзних — з 1957 року.